# 국지용
국지용(1988년 10월 27일 ~ )은 대한민국의 배우이다.

## 학력
- 불정초등학교 졸업
- 백현중학교 졸업
- 분당고등학교 졸업
- 명지대학교 뮤지컬공연전공 졸업

## 출연작
드라마
| 연도 | 방송사   | 제목              | 역할               | 비고 |
| ---- | -------- | ----------------- | ------------------ | ---- |
| 2016 | OCN      | 뱀파이어 탐정     | 단역               |      |
| 2017 | OCN      | 구해줘            | 단역               |      |
| 2017 | JTBC     | 어쩌다 18         | 조연 - 마지랄 역   |      |
| 2018 | TvN      | 슬기로운 감빵생활 | 단역 - 위병역      |      |
| 2018 | MBC      | 돈꽃              | 단역               |      |
| 2018 | JTBC     | 언터처블          | 조연 - 안지만 역   |      |
| 2020 | JTBC     | 우아한 친구들     | 단역               |      |
| 2020 | TvN      | 슬기로운 의사생활 | 단역 - 인턴의사 역 |      |
| 2021 | 카카오tv | 며느라기          | 단역 - 대학 선배역 |      |
| 2023 | JTBC     | 대행사            | 단역 - 재벌남2     |      |
| 2023 | SBS      | 7인의 탈출        | 단역 - 국밥집남    |      |

### 영화
- 《검객》 (2020년) - 황방자객 역
- 《프로페셔널》 - 주연[2]
- 《신 전래동화》 (2018년) - 재벌남 2 역
- 《리틀 포레스트》 (2018년) - 훈이 친구 역
- 《레디액션 청춘》 (2014년) - 씨팍 역

### 뮤지컬
- 《그대와 영원히》- 김진우 역
- 《환상의 커플 for 딜라잇》- 공실장 역
- 《친구》- 앙상블
- 《대장금》- 앙상블 역
- 《마리아마리아》- 앙상블 역
- 《박정희》- 김재규 역

### 연극
- 《액션스타 이성용》- 강두원 역